# نائویا شیگا
نائویا شیگا (ژاپنی: 志賀 直哉 انگلیسی: Naoya Shiga) (زادهٔ ۲۰ فوریه ۱۸۸۳ در ایشینوماکی، میاگی – درگذشتهٔ ۲۱ اکتبر ۱۹۷۱ در آتامی، شیزوئوکا) نویسنده و منتقد ادبی ژاپنی و یکی از ۱۰ نویسندهٔ برتر مدرن ژاپن از نظر هاروکی موراکامی و از نویسندگان اصلی مکتب «شیراکابا» ست که در جستجوی مفاهیم و ارزش‌های مدرن نظیر فردگرایی و اومانیسم بودند. آثار شیگا تأثیر عمیقی بر نویسندگان ادبیات داستانی ژاپن گذاشت. او در سال ۱۹۴۹ نشان فرهنگی کشور ژاپن را دریافت کرد.